# Język ari (Papua-Nowa Gwinea)
Język ari – język transnowogwinejski używany w Prowincji Zachodniej w Papui-Nowej Gwinei, w rejonie rzeki Aramii, w wioskach Ari i Serea. Według danych z 2000 r. posługuje się nim 50 osób.